# Estradas do Zambeze

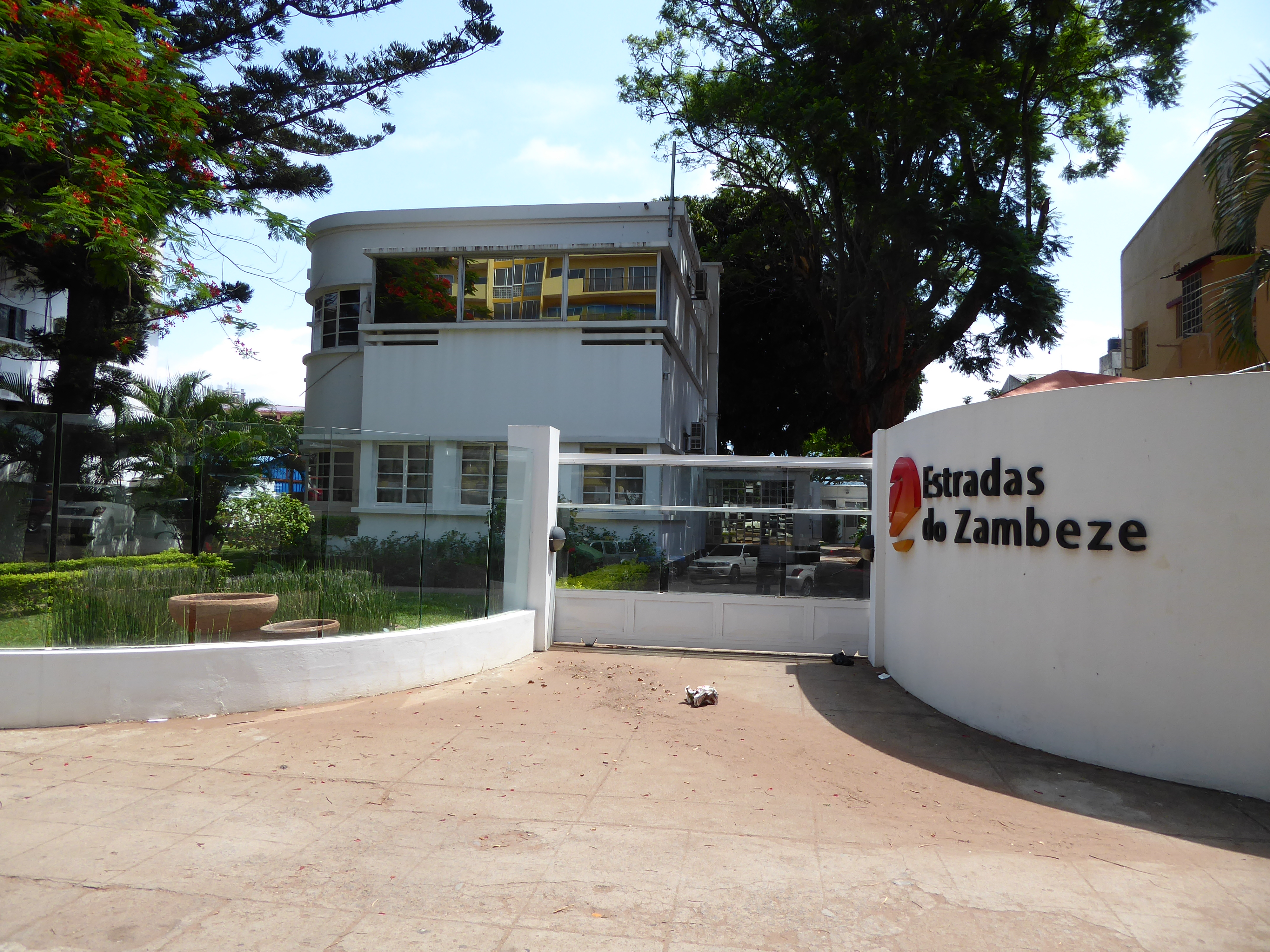
Estradas do Zambeze sitzt in der Avenida 24 de Julho in der Hauptstadt Maputo

Estradas do Zambeze, S.A. ist ein mosambikanisches Unternehmen, das sich vor allem dem Betrieb und der Instandhaltung von Straßen und Fernstraßen in der nordmosambikanischen Provinz Tete widmet. Die nach mosambikanischem Recht gegründete Aktiengesellschaft hat ihren Sitz in Maputo.

## Anteilseigner
Das Unternehmen wurde am 12. Januar 2010 mit Sitz in Maputo gegründet. Anteilseigner sind die portugiesischen Unternehmen Ascendi Concessões de Transporte (40 %), Soares da Costa Concessões (40 %) und Infra Engineering (20 %). Im Mai 2014 gab Soares da Costa bekannt seinen vierzigprozentigen Anteil am Konsortialunternehmen für 4,8 Millionen Euro an das portugiesische Unternehmen Mota-Engil zu veräußern.

## Konzession
Estradas do Zambeze gewann den 2010 ausgeschriebenen Wettbewerb der mosambikanischen Regierung für eine dreißigjährige Konzession für den Bau und Instandhaltung von Straßen in der Provinz Tete. Die Konfession umfasst:
- Instandhaltung der Ponte Samora Machel
- Bau und Instandhaltung der Ponte Kassuende sowie angeschlossenen Zufahrtsstraßen (2014 eröffnet)
- (Aus-)Bau und Instandhaltung der Fernstraßen EN7 und EN8 zwischen Cuchamano und Zóbué (etwa 260 km)
- Instandhaltung der Fernstraße EN9 zwischen Cassacatiza und Tete (etwa 268 km)
- Instandhaltung der Landstraße EN304 zwischen Colomué und Mussacama (etwa 156 km)

Die Straßen sind vor allem für den Verkehr in die Nachbarstaaten Malawi, Sambia und Simbabwe und darüber hinaus wichtig. Sie stellen eine wichtige Verbindung zur Hafenstadt Beira dar.
Eine Refinanzierung der Kosten erfolgt vor allem über eine Bemautung der Straßen und Brücken. Die Instandhaltung der Straßen lagerte das Unternehmen in das Tochterunternehmen Operadora Estradas do Zambeze, S.A. aus.

## Beauftragungen
Für den Bau der Ponte Kassuende und dem Ausbau der Fernstraßen beauftragte Estradas do Zamebeze ein Konsortium aus den portugiesischen Unternehmen Mota-Engil (43,5 %), Soares da Costa (43,5 %) und Opway (13 %) mit dem Bau der Brücken und Straßen, wobei Mota-Engil Konsortialführer war. Die Brücke wurde am 12. November 2014 vom mosambikanischen Staatspräsidenten Armando Guebuza eingeweiht. Die Kosten für den Bau der Brücke sowie dem Ausbau genannter Straße belief sich auf 105,263 Millionen Euro.